# Luis Cepeda Fernández
Luis Cepeda Fernández (Ourense, 26 d'agost de 1989), més conegut com a Cepeda, és un cantant i compositor gallec.

## Biografia

### Infància
Luis Cepeda va néixer el 26 d'agost de 1989 a la ciutat d'Ourense, a Galícia. És fill d'Encarna Fernández i Luis Cepeda, sent ella professora i ell arquitecte i fabricant de guitarres. Va viure la seva infantesa i adolescència aliè als televisors per decisió dels seus pares, encara que aquesta falta de televisors i l'estar envoltat de músics en la família li va despertar el seu caràcter autodidacta, que no va explotar fins a la universitat. Es passava les tardes a la seva habitació cantant, component i tocant la guitarra.
Cepeda va heretar el seu gust per la música de la seva família, ja que el seu oncle Alberto va ser integrant del grup de rock Desmadre 75, creador de temes com a «Saca el güisqui, Cheli» el 1975 o «Vamos de excursión» el 1976.
A un capellà de La Corunya sempre li va cridar l'atenció la veu de Cepeda i no va dubtar portar a Xosé Ramón Gayoso perquè l'escoltés. Aquest el va escoltar i després ho va convidar al programa de televisió Luar, però no va ser acceptat. Luis també va ser amant d'altres arts com dibuixar, pintar i fer maquetes.

### Estudis
Cepeda va començar els seus estudis universitaris a la Universitat de La Corunya, on va realitzar els tres primer cursos d'Arquitectura (arquitectura tècnica). Posteriorment es va traslladar a Madrid i es va graduar en Disseny Industrial a la Universitat Alfonso X el Savi. A Madrid va desenvolupar la seva passió pel bàsquet, jugant en equips de la facultat. Aquesta passió va iniciar a Ourense, on jugava amb els Maristes en categories inferiors.
A Madrid, va començar a treballar per una ONG, on captava clients cantant al carrer, cosa que va continuar a Barcelona mentre completava la seva formació amb un Màster en Disseny per a l'Automoció.

## Influències musicals
Malgrat haver crescut escoltant punk-rock, un dels seus estils musicals preferits, afirma que Antonio Orozco, David Otero, Índia Martínez o Pablo López són algunes de les seves majors inspiracions musicals.

## Carrera musical

### 2015-2016: Inicis
El 2015, va participar en la tercera temporada del concurs de talents La Voz de Telecinco, amb l'esperança de millorar i desenvolupar les seves habilitats musicals. Es va presentar a l'audició a cegues cantant una versió de «Wherever You Will Go» de The Calling. Després de finalitzar la seva actuació, el concursant va aconseguir fer que tres dels quatre entrenadors (Alejandro Sanz, Malú, Laura Pausini i Antonio Orozco) giressin les seves cadires, per després elogiar-lo per la seva veu. Malgrat la proposta de la cantant italiana d'acompanyar-la en la seva gira, Cepeda va triar a Malú com a entrenadora. En el primer enfrontament en els duels contra Joaquín Garli cantant «Wake Me Up» de Avicii, va ser eliminat del programa.

### 2017-2018:Operación Triunfo

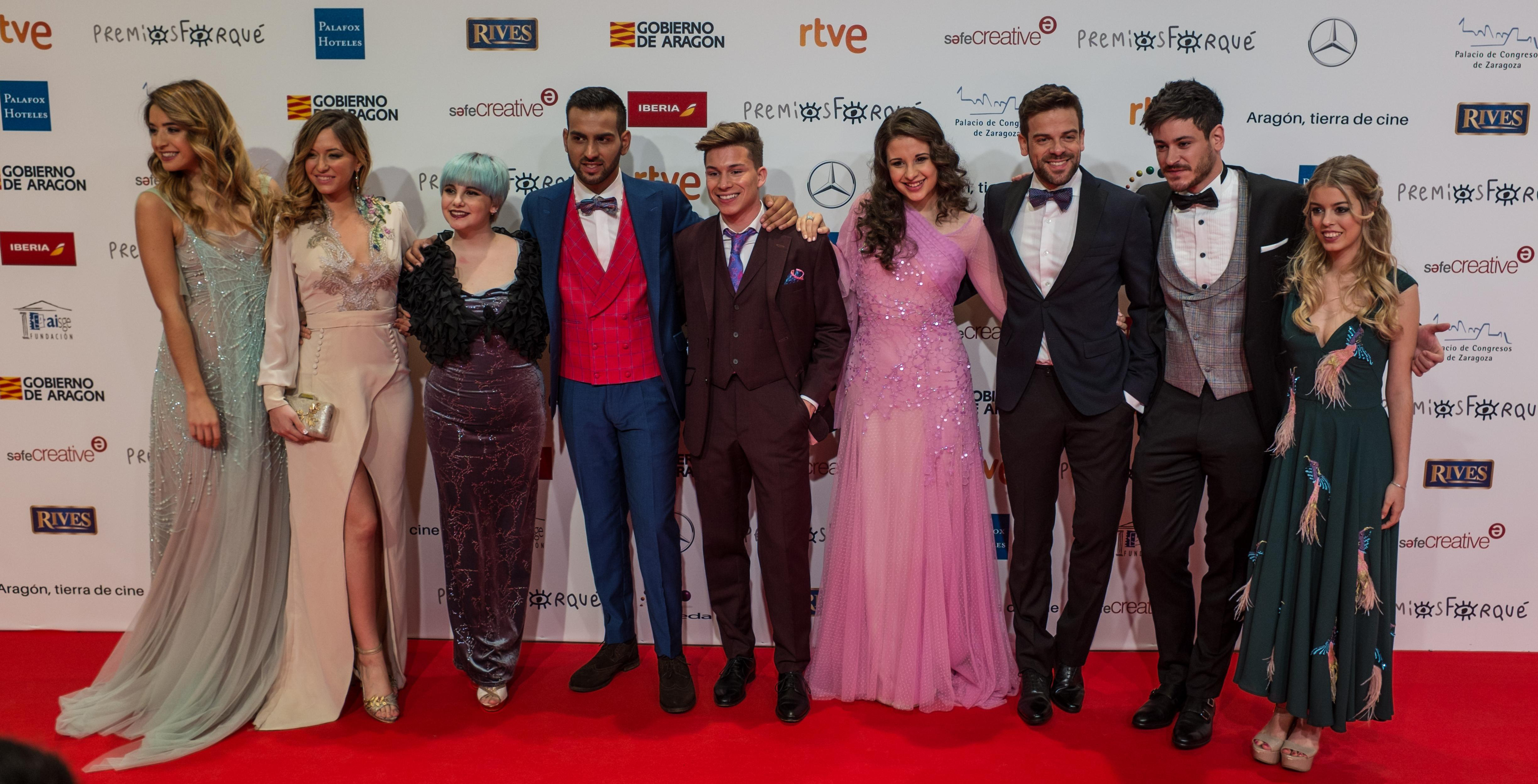
Cepeda (segon per la dreta) amb alguns dels seus companys d'Operación Triunfo 2017

El 2017, es va presentar als càtings d'Operación Triunfo, concurs musical que tornava després d'anys sense emissió, sent seleccionat per entrar a l'acadèmia cantant el tema «Tú me obligaste» d'Antonio José. Va ser seleccionat per cantar amb Morat «Yo contigo, tú conmigo» a la gala 2, i durant el concurs va versionar altres cançons com «No puedo vivir sin ti» (Els Ronaldos), «Reggaetón lento (Bailemos)» (CNCO), «Complicidad» (Vanesa Martín), «Dancing on My Own» (Calum Scott), «Pedacitos de ti» (Antonio Orozco), «Quien» (Pablo Alborán), «Mi héroe» (Antonio Orozco) «Vencer al amor» (Índia Martínez), i «Say you won't let go» (James Arthur). Al llarg del seu pas pel programa, va ser proposat pel públic com a favorit en dues ocasions i nominat cinc vegades pel jurat del programa. Després de ser salvat pel públic fins a en quatre ocasions (tres d'elles consecutives), finalment va ser expulsat a la gala 9. Va quedar en novè lloc.
Després de la seva sortida d'OT, Cepeda i la resta de companys del programa van iniciar la gira OT 2017 en concert el 3 de març de 2018 a Barcelona i van recórrer diverses ciutats al llarg de tot l'any. Fins i tot, van arribar a cantar enfront de 60.000 persones en l'emblemàtic Estadi Santiago Bernabeu, on els van acompanyar grans artistes com a Pastora Soler, Zahara, David Bustamante, Luis Fonsi i fins al mateix Raphael. El 27 i 28 de desembre de 2018 es van reunir de nou per finalitzar de forma definitiva aquesta etapa de concerts, després de l'últim que van fer el 25 d'agost a Almeria, just on la van començar: en el Palau Sant Jordi de Barcelona.

### 2018-2020:Principios
Després de la seva sortida del programa, va fitxar per Universal Music Group i es va dedicar a compondre cançons pròpies, col·laborant amb el cantant Andrés Suárez, amb qui ha compost una cançó titulada «El Silencio Dijo Sí», i amb David Santisteban. A la fi del mes de març, Cepeda va publicar un breu avançament de «Por ti estaré», tema que estaria inclòs posteriorment en el seu àlbum debut.
Al març Cepeda va acudir als Premios Dial celebrats al Centre Internacional de Fires i Congressos de Tenerife, al costat d'alguns dels seus companys d'OT 2017.
El 1r de juny de 2018 va publicar el seu primer senzill, titulat «Esta vez», que va debutar en la llista de vendes oficial d'Espanya en el número 1, i l'èxit de les quals li ha valgut una certificació de platí. L'endemà del llançament del primer senzill de l'àlbum, Cepeda va anunciar que el seu àlbum debut sortiria a la venda el 29 de juny, coincidint la data amb el macro-concert benèfic de la gira de l'elenc d'Operación Triunfo 2017 a l'Estadi Santiago Bernabéu de la ciutat de Madrid. A més, al costat de Roi Méndez i Miriam Rodríguez (també concursants d'OT 2017), va ser teloner de Queen al concert del 10 de juny en el Palau Sant Jordi de Barcelona.
El 22 de juny de 2018 va publicar «Llegas tú», cançó que va començar a compondre durant la seva estada en l'acadèmia d'Operación Triunfo. Finalment, una setmana després, va sortir a la venda el seu àlbum debut, Principis, que va venir acompanyat de les seves primeres signatures i l'anunci d'algunes de les dates de la seva primera gira en solitari, i que el va aconseguir posicionar-se en el primer lloc de la llista de vendes oficial d'Espanya, aconseguint ser disc d'or en una setmana.
El cantant ha aparegut com a artista convidat en diferents concerts de cantants com Antonio José, David Otero i Antonio Orozco.. El 10 d'octubre de 2018 va començar la seva primera gira en solitari, la «Gira Principios», que es va perllongar fins al 25 de gener de 2020.
Després de l'èxit del seu primer treball, el 14 de juny de 2019 va treure a la llum la reedició del seu primer àlbum "Principios", sota el títol de "Nuestros Principios" aconseguint disc de platí en la primera setmana; com a carta de presentació d'aquesta reedició va publicar un nou senzill, «Mi reino», el 24 de maig de 2019. El treball inclou els temes originals del seu primer àlbum al costat d'altres 9 temes, entre els quals es troben col·laboracions amb Antonio José i Índia Martínez.
El 28 de setembre de 2019 va començar una gira de concerts al costat de la seva excompanya d'OT 2017 Ana Guerra, la "Gira ImaginBank", que es va perllongar fins al 21 de gener de 2020. Durant aquests concerts especials, Cepeda va interpretar un repertori reduït amb temes del seu primer àlbum i posterior reedició.

### 2020:Con Los Pies En El Suelo
Des de la sortida de la reedició del seu primer àlbum, Cepeda va continuar treballant en el qual es convertiria en el seu segon àlbum d'estudi, que porta per títol "Con Los Pies En El Suelo".
El tema «Gentleman» es va convertir en el primer senzill, avançament de l'àlbum, sortint al mercat el 13 de març de 2020.